# Teinobasis pulverulenta
Teinobasis pulverulenta là một loài chuồn chuồn kim trong họ Coenagrionidae.
Teinobasis pulverulenta được Ris miêu tả khoa học năm 1915.